# Kladivo (časopis)
Kladivo byl dělnický politický časopis, jehož 5 čísel vyšlo roku 1907 v Opavě.
Odpovědným redaktorem časopisu byl Petr Šrámek. Časopis vycházel jako agitační periodikum před volbami do říšské rady. Charakterizoval se jako „list hájící zájmy českého lidu slezského, hlavně dělnictva proti vykořisťovatelům a snahám převratným“.